# J002E3
| 楊光宇によるJ002E3発見時の画像（円内），2002年9月3日 |  | J002E3の運動シミュレーション。6周の地球周回軌道と、太陽周回軌道との入れ替わりを示す（右クリックから新規ウインドウかタブでアニメーション表示） |
| 楊光宇によるJ002E3発見時の画像（円内），2002年9月3日 |  | J002E3の運動シミュレーション。6周の地球周回軌道と、太陽周回軌道との入れ替わりを示す（右クリックから新規ウインドウかタブでアニメーション表示） |

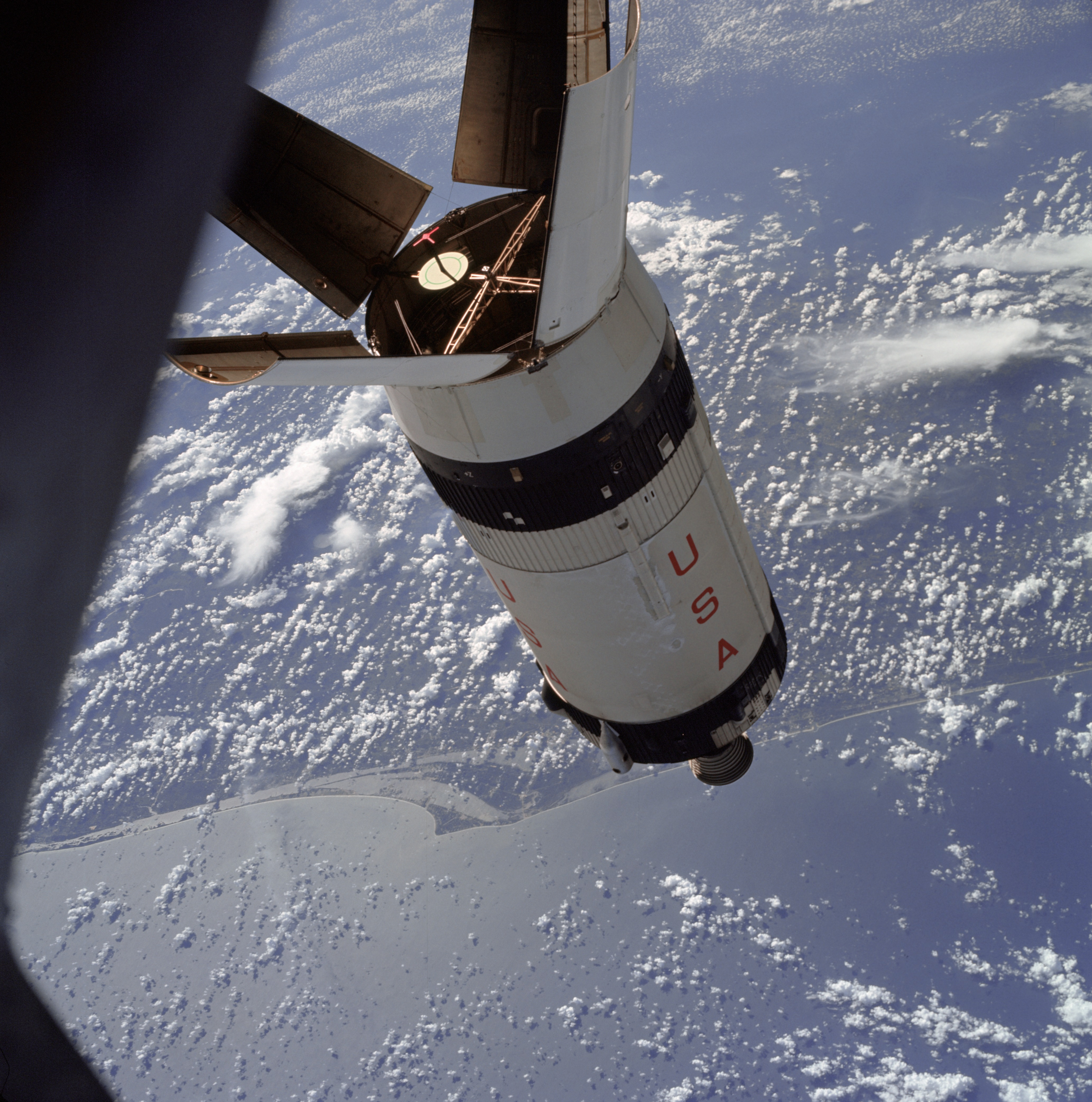
地球軌道でのアポロ7号のフライトで使用されたS-IVB。アポロ7号はサターンIBを使用したが、S-IVBはサターンVにもIBにも搭載されていた。

J002E3は2002年9月3日にアマチュア天文学者楊光宇が発見し、小惑星と推測されていた物体に付けられた番号。後の詳しい観測によってこの物体は小惑星でなく、アポロ12号で使用されたサターンVロケットの第3段ステージS-IVBであることが分かった（シリアル：S-IVB-507）。
最初に発見された時、その物体が地球周回軌道上に存在することが直ちに分かったが、地球を周回する大きな物体は月だけだと思われていたので、天文学者達は驚いた。月以外の物体は、地球・月・太陽の3体から受ける影響による摂動によって、そう長くないうちに地球周回軌道から離れていってしまうからである。
故にJ002E3はごく最近に地球周回軌道に入った物体に違いないとされたが、J002E3の軌道に一致する最近打ち上げられた宇宙機は存在しなかった。30m級の小惑星であると説明されたこともあったが、アリゾナ大学のカール・ハーゲンローザーらはJ002E3の電磁スペクトルが白色二酸化チタン塗料のものと一致することを発見した。これはサターンVに使用された塗料だった。
J002E3の軌道をバック・トラッキングしてみると、この物体は太陽を31年間周回していたことが分かり、1971年には地球近傍に存在していたことも分かった。よってアポロ14号ミッションの一部なのではないかと思われたが、NASAは14号のミッションで使用された全てのハードウェアの所在を把握していた。
残った唯一の可能性はアポロ12号で使用されたS-IVBだった。NASAは当初S-IVBを太陽周回軌道に投入する予定だったが、アリッジモータの燃焼超過により地球-月システムを離脱するほどのエネルギーが与えられなかった。そしてS-IVBは1969年11月18日に月近傍を通過した後、地球を周回する準安定軌道に入った。最終的にS-IVBは行方不明となった。
J002E3は2003年6月に地球周回軌道を離れたと考えられ、2032年頃にまた地球周回軌道に入る可能性がある。